# Copernicus (hố Mặt Trăng)
Copernicus là một hố Mặt Trăng (hố va chạm) nằm ở vùng đông Oceanus Procellarum. Được đặt tên theo sau nhà thiên văn học Mikołaj Kopernik. Hố được hình thành trong giai đoạn kỷ Copernicus.

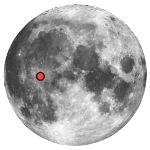
Vị trí của Copernicus

## Hố vệ tinh
Theo quy ước, những tính chất này được xác định trên bản đồ bằng cách đặt từng chữ cái là tâm của các hố vệ tinh gần Copernicus nhất.
| Copernicus | Tọa độ                            | Đường kính, km |
| ---------- | --------------------------------- | -------------- |
| A          | 9°31′B 18°54′T / 9,52°B 18,9°T    | 3              |
| B          | 7°30′B 22°23′T / 7,5°B 22,39°T    | 8              |
| C          | 7°07′B 15°26′T / 7,12°B 15,44°T   | 6              |
| D          | 12°12′B 24°48′T / 12,2°B 24,8°T   | 5              |
| E          | 6°24′B 22°42′T / 6,4°B 22,7°T     | 4              |
| F          | 5°53′B 22°14′T / 5,89°B 22,24°T   | 3              |
| G          | 5°55′B 21°31′T / 5,92°B 21,51°T   | 4              |
| H          | 6°53′B 18°17′T / 6,89°B 18,29°T   | 4              |
| J          | 10°08′B 23°56′T / 10,13°B 23,94°T | 6              |
| L          | 13°29′B 17°05′T / 13,48°B 17,08°T | 4              |
| N          | 6°55′B 23°19′T / 6,91°B 23,31°T   | 6              |
| P          | 10°07′B 16°04′T / 10,11°B 16,06°T | 4              |
| R          | 8°04′B 16°50′T / 8,06°B 16,84°T   | 4              |

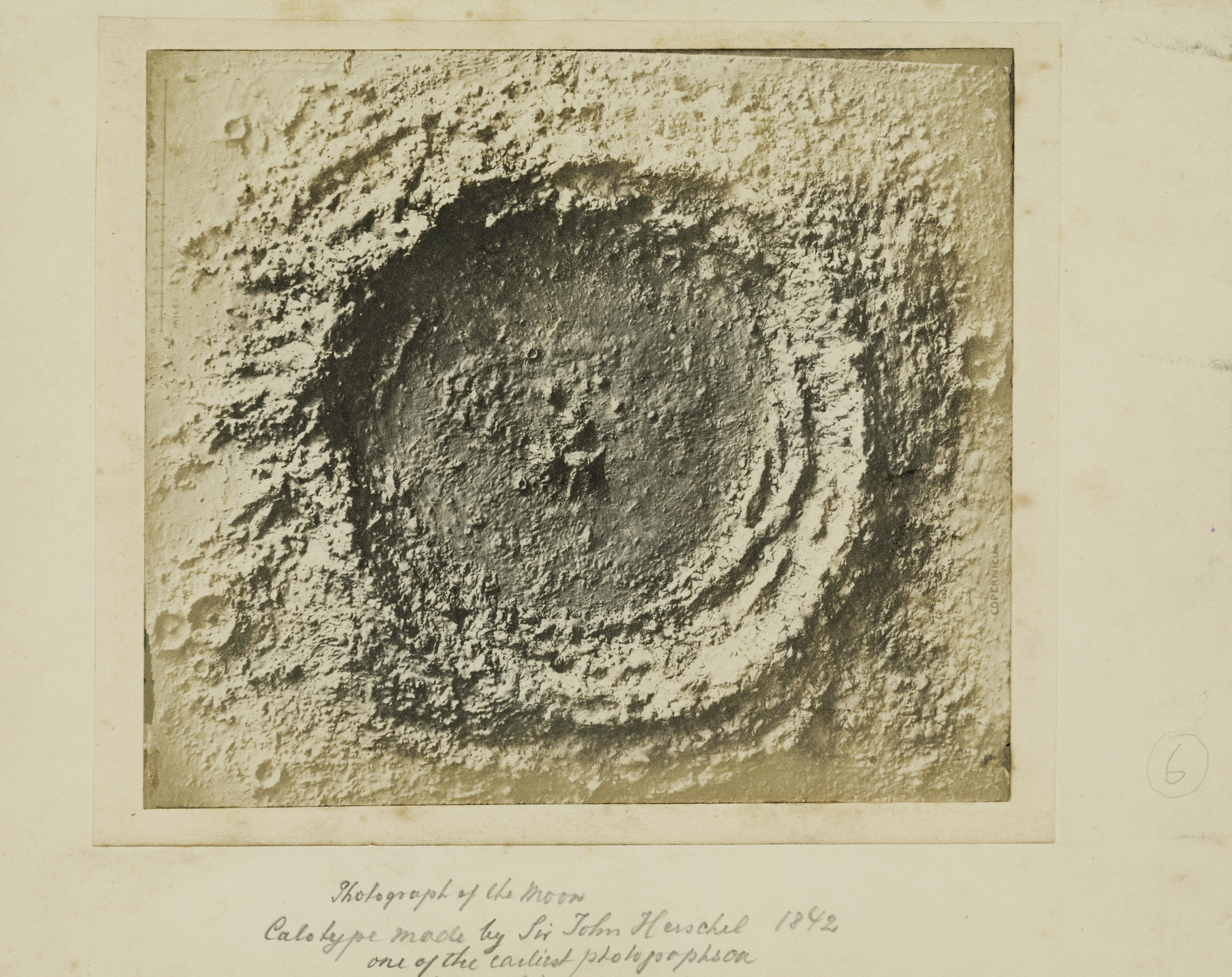
Calotype (hình mẫu) của Copernicus bởi Sir John Herschel, 1842

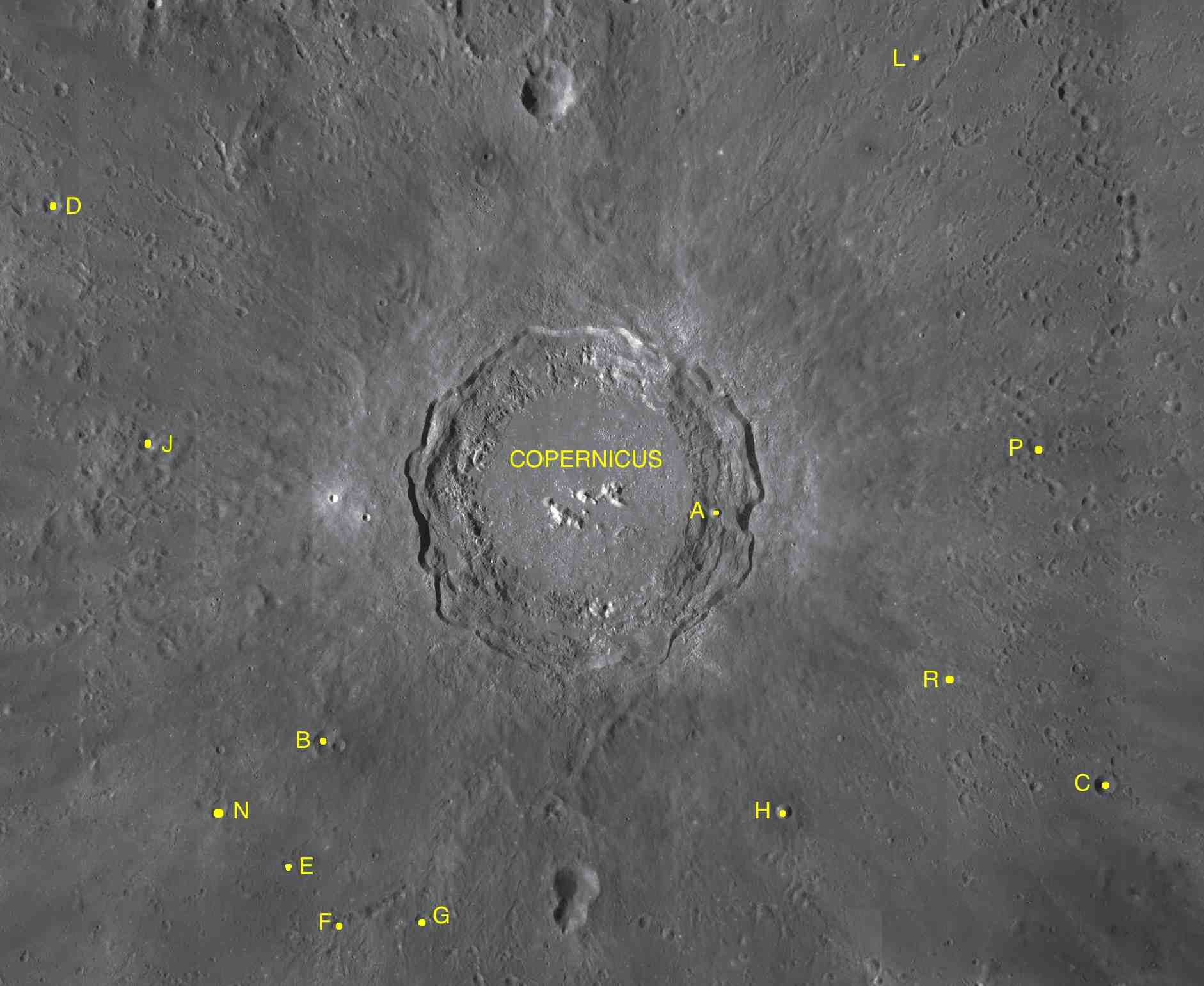
Copernicus và các hố vệ tinh của nó

Copernicus H, một hố"dark-halo"(hố vòng đen), là mục tiêu quan sát của Lunar Orbiter 5 vào năm 1967.  Hố vòng đen được cho rằng nó từng là núi lửa hơn là hình thành do bị va chạm. Hình của Orbiter cho thấy một tảng ejecta của hố giống như những hố khác, chỉ ra cội nguồn của va chạm.  Vòng được hình thành từ sự phun trào (bazan của biển Mặt Trăng) ở trong lòng đất.

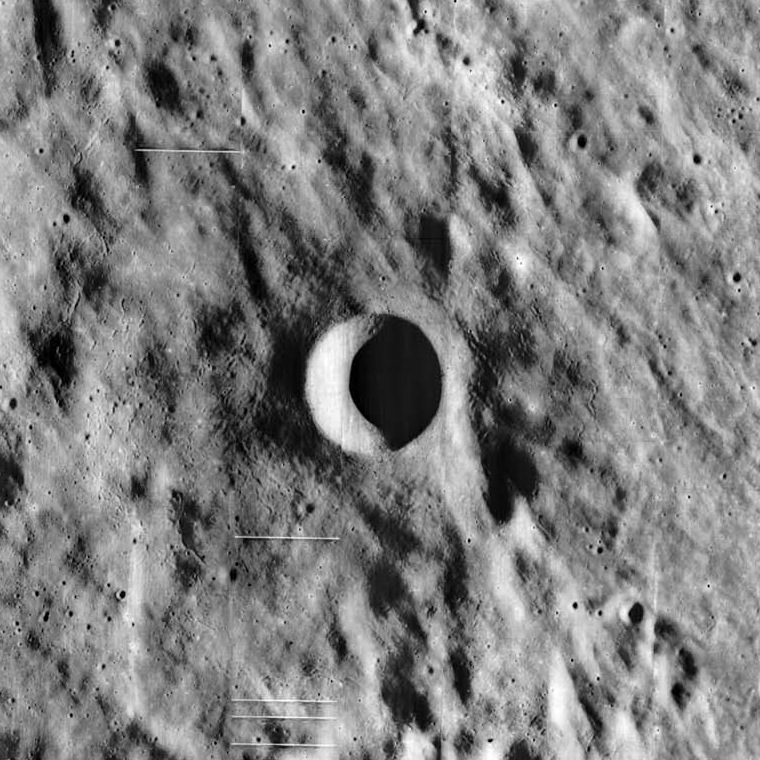
Hố Copernicus H với vòng đen
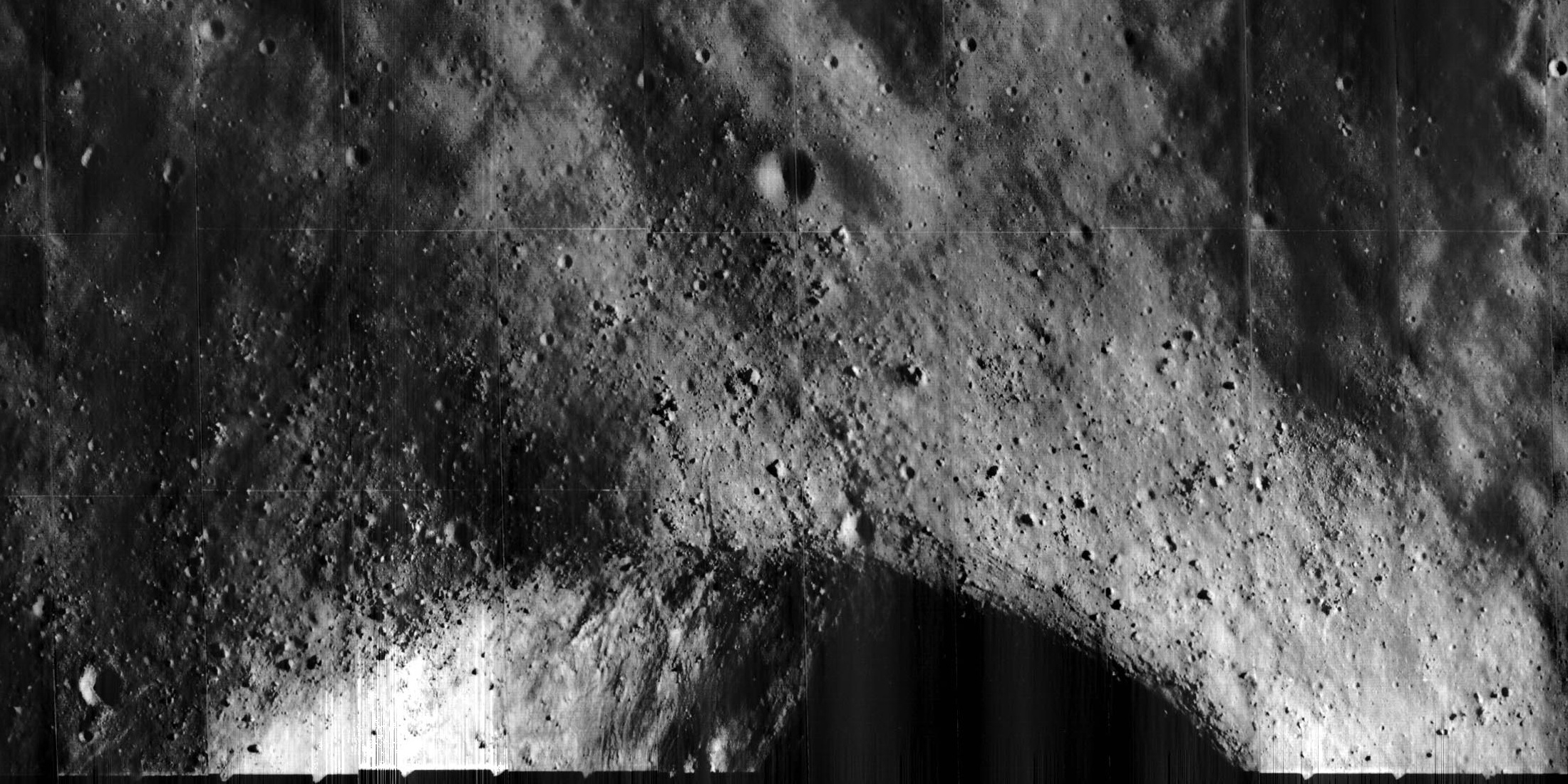
Rìa phía bắc của Copernicus H

### Các bài liên quan
- NASA Astronomy Picture of the Day: Crater Copernicus (ngày 13 tháng 5 năm 2001)
- Wood, Chuck (ngày 4 tháng 2 năm 2004). "Copernicus". Lunar Photo of the Day. Bản gốc lưu trữ ngày 11 tháng 10 năm 2012. Truy cập ngày 27 tháng 9 năm 2019.
- Wood, Chuck (ngày 13 tháng 2 năm 2004). "Copernicus in Color". Lunar Photo of the Day. Bản gốc lưu trữ ngày 30 tháng 5 năm 2018. Truy cập ngày 27 tháng 9 năm 2019.
- há.html NASA Astronomy Picture of the Day: Tycho and Copernicus: Lunar Ray Craters (ngày 5 tháng 3 năm 2005)
- Wood, Chuck (ngày 10 tháng 3 năm 2005). "A Great View of Copernicus". Lunar Photo of the Day. Bản gốc lưu trữ ngày 6 tháng 1 năm 2016. Truy cập ngày 27 tháng 9 năm 2019.
- Wood, Chuck (ngày 8 tháng 5 năm 2005). "Splayed Rays". Lunar Photo of the Day. Bản gốc lưu trữ ngày 15 tháng 10 năm 2017. Truy cập ngày 15 tháng 10 năm 2017.
- Wood, Chuck (ngày 25 tháng 2 năm 2006). "Window With a View". Lunar Photo of the Day. Bản gốc lưu trữ ngày 14 tháng 6 năm 2011.
- Wood, Chuck (ngày 21 tháng 7 năm 2006). "Lunar Addiction". Lunar Photo of the Day. Bản gốc lưu trữ ngày 14 tháng 6 năm 2011.
- Wood, Chuck (ngày 9 tháng 8 năm 2006). "Copernicus in Color". Lunar Photo of the Day. Bản gốc lưu trữ ngày 14 tháng 6 năm 2011. - repeat of the ngày 13 tháng 2 năm 2004 LPOD
- Wood, Chuck (ngày 25 tháng 3 năm 2007). "Moon Wiki". Lunar Photo of the Day. Bản gốc lưu trữ ngày 14 tháng 6 năm 2011.
- Nemiroff, R.; Bonnell, J., biên tập (ngày 16 tháng 6 năm 2007). "Lunar Orbiter Views Crater Copernicus". Astronomy Picture of the Day. NASA.
- Wood, Chuck (ngày 22 tháng 7 năm 2007). "A New Crater?". Lunar Photo of the Day. Bản gốc lưu trữ ngày 14 tháng 6 năm 2011. - the bright ray-craterlet immediately west of Copernicus.
- Wood, Chuck (ngày 24 tháng 1 năm 2009). "Compelling Copernican Color". Lunar Photo of the Day.
- Wood, Chuck (ngày 23 tháng 3 năm 2009). "Last Century's Photo". Lunar Photo of the Day. Bản gốc lưu trữ ngày 26 tháng 3 năm 2009. Truy cập ngày 27 tháng 9 năm 2019.
- Wood, Chuck (ngày 2 tháng 5 năm 2010). "Concatenation". Lunar Photo of the Day. Bản gốc lưu trữ ngày 19 tháng 3 năm 2015. Truy cập ngày 27 tháng 9 năm 2019.